# Ли Хёри
Ли Хё Ри (кор. 이효리; род. 19 февраля 1979 года, также известная как Линда Джи) — южнокорейская певица, музыкальный продюсер, актриса и телеведущая.
Начав карьеру во второй половине 1990-х годов в составе гёрл-группы Fin.K.L, Хё Ри также получила известность как сольная исполнительница. В 2000-х годах, во время участия в программе «Семейный отдых» (англ. Family Outing) с Ю Чжэ Соком и другими известными комедиантами и певцами, Хё Ри стала одной из «Фей нации», получив любовь публики и став одной из самых известных знаменитостей Кореи.

## Биография
Хё Ри родилась 19 февраля 1979 года в Чхонвоне, Южная Корея. Она была самой младшей в семье и росла в трудных условиях из-за отсутствия денег у родителей; Хё Ри не ходила в детский сад, потому что семья не могла себе этого позволить, и отец разрешал ей есть только рис, чтобы сэкономить. В подростковом возрасте Хё Ри пришлось менять школу после того, как её поймали за курением, позднее она начала курить электронные сигареты. Хё Ри также является вегетарианкой, и, по собственным словам, не использует косметические средства на спиртовой основе, а от сигаретного дыма у неё на коже появляется сыпь.
В 1998 году Хё Ри поступила в университет Кунмин и окончила его восемь лет спустя, в 2006 году.

## Карьера

### 1998—2002: Дебют с Fin.K.L
До того, как в 1998 году стать трейни DSP Media, Хё Ри была стажёром в SM Entertainment и готовилась к дебюту в S.E.S., но вскоре покинула агентство по личным причинам. После подписания контракт с DSP Хё Ри стала частью будущей гёрл-группы Fin.K.L, которая дебютировала в 1998 году; Хёри, как самая старшая участница, стала лидером. Вскоре после дебюта группа стала одной из ведущих в первом поколении к-попа и одной из успешных в Корее за всё время.

### 2003—07: Сольный дебют и перерыв Fin.K.L

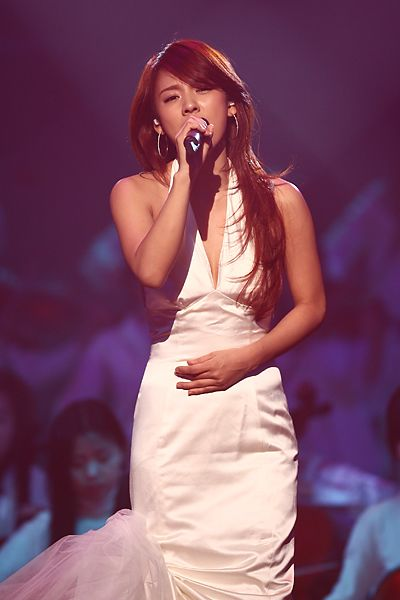
Хё Ри на Inkigayo, 2007 год

В августе 2003 года Хё Ри выпускает свой первый сольный альбом Stylish, который не только становится хитом в стране, но и запускает «синдром Хё Ри». Сингл «10 Minutes» также пользовался успехом у публики, и в конце года исполнительница выиграла несколько тэсанов — самую престижную награду музыкальных церемоний. По состоянию на февраль 2004 года количество проданных копий Stylish преодолело порог в 144 тысячи. В целом за год Хё Ри так часто упоминалась в СМИ, что 2003 год стал «Годом Хё Ри».
В январе 2005 года Хё Ри дебютировала как актриса в дораме «Трёхлистный клевер» с Рю Чжином, Ким Чон Хвой, Ким Кан У и Ли Хуном. Сериал имел довольные низкие рейтинги на телевидении (менее 10 %), а актёрскую игру Хё Ри раскритиковали за отсутствие опыта. 8 августа исполнительница стала одной из ведущих ежегодного Корейского музыкального фестиваля. В конце октября Fin.K.L выпускают сборник хитов Forever Fin.K.L и группа уходит на бессрочный перерыв, чтобы каждая участница занималась индивидуальным продвижением.
11 февраля 2006 года был выпущен второй студийный альбом Dark Angel, и сингл «Get Ya!» стал фигурантом скандала о плагиате песни «Do Somethin'» Бритни Спирс.
```
«Песня была замешана в скандале, и я помню, что чувствовала себя подавленной. Когда эта ситуация произошла, мне было очень больно, и тогда я поняла, что работа не всегда идёт так, как тебе хочется. Этот период времени сделал меня сильнее»
```

В январе 2007 года стало известно, что Хё Ри подписала контракт с Mnet Media (ныне Stone Music Entertainment) на сумму более двух миллиардов вон, став самой высокооплачиваемой исполнительницей в стране. В том же году девушка вновь попробовала себя в качестве актрисы, снявшись в дораме «Если любить… как они» с Ли Дон Гоном. Во время съёмок одной из сцен Хё Ри стояла на крыше, и её нога провалилась из-за хрупкой конструкции; инцидент обошёлся без травм благодаря Дон Гону. В феврале было объявлено, что исполнительница выпустит цифровой сингл, который станет саундтреком к дораме; композиция «톡톡톡 (Toc Toc Toc)», изначально заявленная в жанре R&B, стала отправной точкой перед исполнением более мягких песен, и Хё Ри начала постепенно отходить от своего сексуального имиджа. 6 марта сингл был выпущен на CD в ограниченном количестве 30 тысяч копий вместе с тремя другими песнями, включая переработанную версию «톡톡톡 (Toc Toc Toc)»; впоследствии сингл стал самым продаваемым за март. Несмотря на успех саундтрека, дорама была обвинена в чрезмерном злоупотреблении рекламой; Корейский Комитет Телерадиовещания запретил повторный показ сериала на территории страны и заставил телеканал извиниться перед зрителями. Позднее дорама транслировалась уже в Японии.

### 2008—09: Работа на телевидении иIt’s Hyorish
Помимо успешной певческой карьеры, Хё Ри также запомнилась публике благодаря работе на телевидении. Ранее исполнительница становилась ведущей программ «Машина времени» (англ. Time Machine) и «Счастливы вместе» (англ. Happy Together) с Ю Чжэ Соком. В апреле 2008 года Хё Ри присоединилась к касту шоу «Воображение +» (англ. Sang Sang Plus) с Син Чжи Хваном и Так Чжэ Хуном. Она также стала одной из первых ведущих программы «Изменение» (англ. Change) перед тем, как покинула её в июле. Позднее Хё Ри стала участницей первого сезона шоу «Семейный отдых» (англ. Family Outing), и благодаря звёздному составу, среди которого были Ю Чжэ Сок, Ким Джон Гук, Юн Чжон Син, Тэ Сон и другие комедианты и певцы, программа стала одной из самых рейтинговых на корейском телевидении. В том же году было запущено реалити-шоу «Вне камер: Ли Хё Ри» (англ. Off The Record: Lee Hyori); оно было направлено на то, чтобы показать, что Хё Ри — такой же человек, как и все остальные, несмотря на звёздный статус.
14 июля был выпущен третий студийный альбом It’s Hyorish; сингл «U-Go-Girl» стал хитом в Корее, достигнув вершины музыкальных чартов. 20 декабря Хё Ри провела первый сольный концерт на арене Чамсиль, все билеты на который были распроданы. В ноябре 2009 года было объявлено, что контракт исполнительницы с Mnet Media подходит к концу и она не будет его продлевать; Хё Ри собиралась подписать новый контракт с B2M Entertainment.

### 2010—14:H-LogicиMonochrome

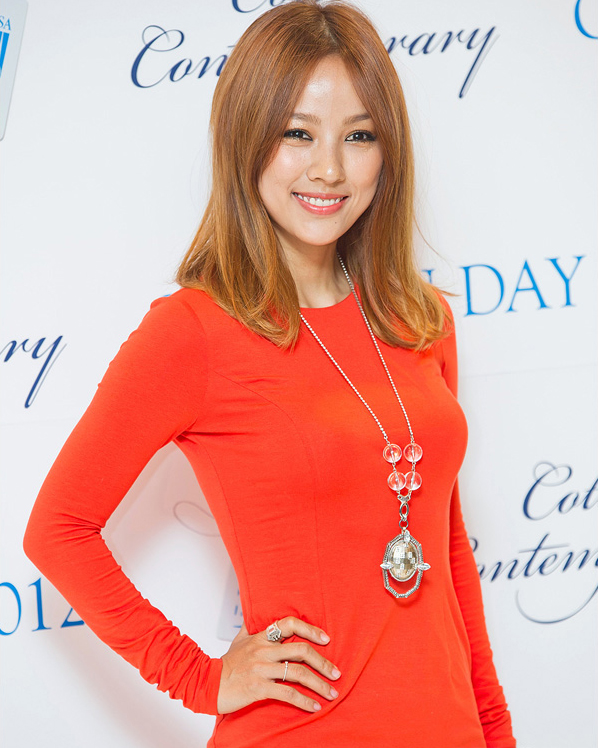
Хё Ри в 2012 году

12 апреля 2010 года состоялся релиз четвёртого студийного альбома H-Logic, который снова стал объектом для обвинений в плагиате — половина композиций, спродюсированных Bahnus, была уличена в воровстве оригинальных песен зарубежных исполнителей, среди которых британская группа Second Person, американский певец Джейсон Деруло и греческий композитор и автор песен Микис Теодоракис. Хё Ри признала плагиат и на некоторое время приостановила деятельность как в музыке, так и на телевидении. 31 марта, за два месяца до скандала, был выпущен видеоклип на сингл «그네 (Swing)» при участии Гэри.
Во время перерыва Хё Ри расширяла своё культурное влияние. Она писала статьи для местных газет, таких как The Hankyoreh, где публиковали свои мысли по поводу жизни и карьеры; её стиль написания был хорошо принят за прозаичность и присутствие юмора. Хё Ри также стала самым активным борцом за права животных. В 2011 году она записала два благотворительных сингла: «남아 주세요 (Please Stay Behind)» и «기억해 (Remember)».
С 4 марта по 14 октября 2012 года происходила трансляция музыкального шоу «Ты и я», которое было закрыто после 27 эпизодов из-за низких рейтингов. Выход пятого студийного альбома Хё Ри, запланированный на 2012 год, несколько раз откладывался, и в конечном итоге вышел лишь в мае 2013 года. На сцене SBS Gayo Daejeon в 2013 году Хё Ри выступила с песней «Bad Girls» вместе с CL, которая в тот год также выпустила хит-сингл «The Baddest Female». 2 апреля 2014 года состоялась премьера ток-шоу «Волшебный глаз» (англ. Magic Eye) с актрисой Мун Со Ри, которое было закрыто в ноябре того же года из-за низких рейтингов.

### 2015—17: Перерыв в карьере иBlack
В феврале 2015 года представители Хё Ри объявили, что её контракт с B2M Entertainment был расторгнут в декабре 2013 года. В мае исполнительница деактивировала аккаунты во всех социальных сетях и объявила об уходе на перерыв, чтобы сосредоточиться на своей жизни вне камер.
В октябре 2016 года Хё Ри вернулась к работе над новой музыкой; её следующий альбом планировался к выпуску под лейблом Kiwi Media Group. В апреле 2017 года исполнительница запустила реалити-шоу «Ночлег и завтрак у Ли Хё Ри» (англ. Hyori's Homestay), где в первом сезоне участвовала певица Айю, а во втором сезоне — Юна из Girls’ Generation. 4 июля она выпустила шестой студийный альбом Black. В ноябре её контракт с Kiwi Media Group подошёл к концу.

### 2018—настоящее время: Контракт с ESteem Entertainment, SSAK3 и Refund Sisters
В 2019 году Хё Ри воссоединилась с Fin.K.L в шоу «Отпуск на колёсах с Fin.K.L» (англ. Camping Club). 15 мая 2020 года исполнительница подписала контракт с ESteem Entertainment.
15 мая 2020 года Ли Хёри объявила, что подписала контракт с ESteem Entertainment. 
В июле она дебютировала в составе смешанной группы SSAK3 с Ю Чжэ Соком и Рейном под сценическим псевдонимом Линда Джи. SSAK3 - это специальный летний проект, и они объявили, что все доходы от их песен и рекламных акций будут переданы нуждающимся сообществам.
После проекта SSAK3 у программы Hangout With Yoo есть спин-офф от Ли Хёри, которая назвала Ом Чон Хву, Jessi и Хвасу участницами, которых она хочет в женской группе своей мечты. Онисформировали еще одну женскую группу под названием Refund Sisters или Refund Sisters (кор. 환불 원정대) с Ю Джэ Сок в качестве продюсера. Они выпустили дебютный сингл «Don't Touch Me» 10 октября.

## Личная жизнь
С 1 сентября 2013 года Хё Ри замужем за музыкантом Ли Сан Суном.

## Артистизм и публичный имидж

### Музыка

#### Стиль и тексты песен

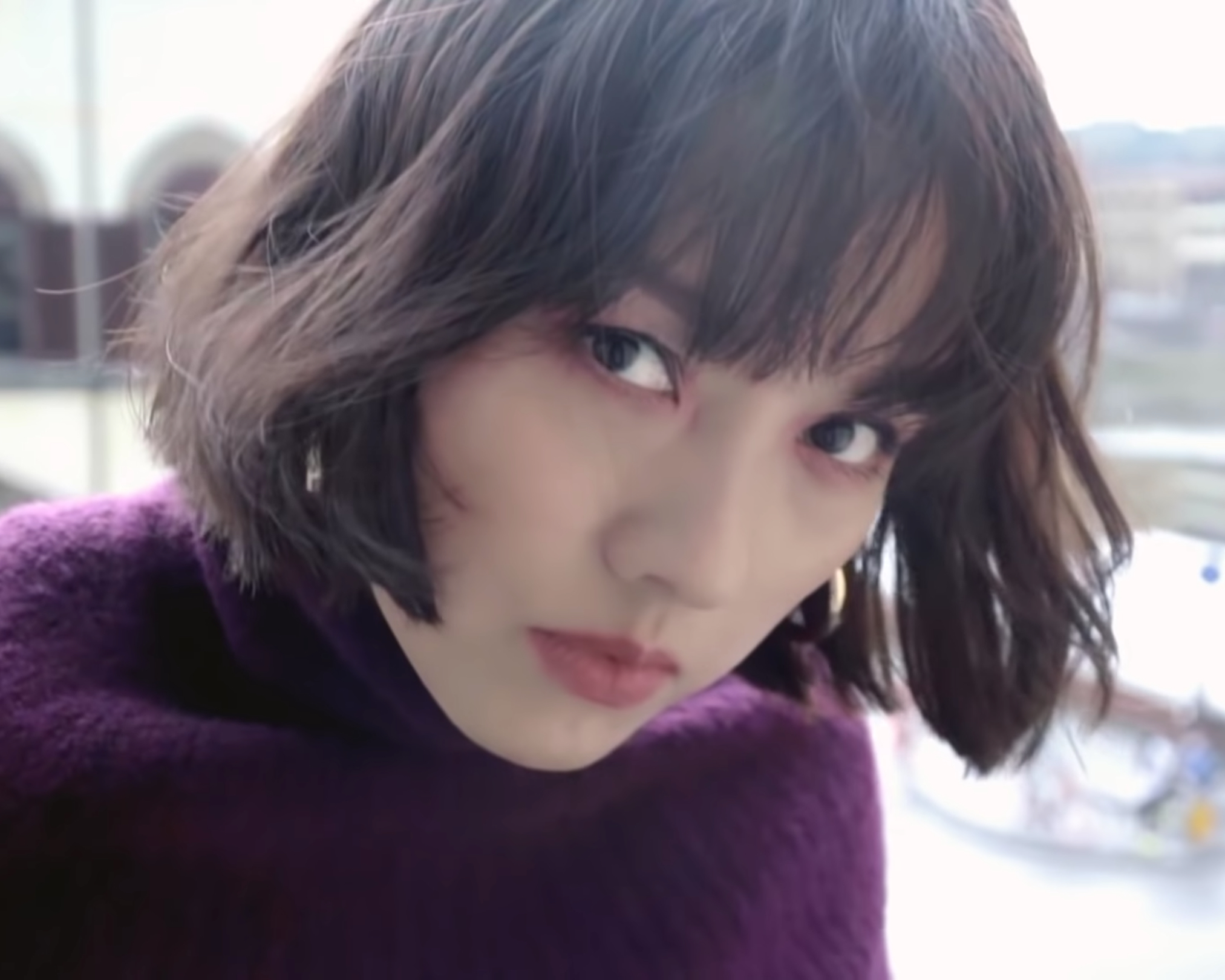
Хё Ри в 2018 году

После расформирования Fin.K.L стиль Хё Ри описывался как современный R&B и данс-поп. После выхода альбома H-Logic Ли начала экспериментировать со звучанием, добавив хип-хопа. Позднее её музыка включала в себя такие жанры, как кантри, блюз, народная музыка, диско и рок.
В начале сольной карьеры Хё Ри практически не писала песни в одиночку, пользуясь услугами многочисленных соавторов. Со временем исполнительница начала писать песни самостоятельно, и отошла от тем любви и разбитого сердца, начав сочинять композиции о женщинах и расширении прав и возможностей.

#### Певческий голос
Голос Хё Ри рассматривают в диапазоне меццо-сопрано. Несмотря на сексуальный имидж, её признавали за эмоциональную подачу в таких композициях, как «그네 (Swing)» и «Amor Mio». Исполнительница также часто подвергалась критике за свои вокальные данные, в частности, певица заявила, что раньше ей казалось, что голос звучит тише на фоне музыкальных инструментов, что ей не нравилось, но позднее она смогла полюбить свой голос и перестала обращать внимание на постоянную критику.

### Имидж
После успешного старта в качестве сольной исполнительницы, Ли Хё Ри стала иконой сексуальности среди исполнительниц Кореи; как корейские, так и зарубежные СМИ неоднократно называли её «сексуальной королевой к-поп».

#### Влияние
Своим примером для подражания Хё Ри называет корейскую исполнительницу Ом Чон Хву.

## Инциденты

### Поход в караоке-бар
1 июля 2020 года, когда в Корее посещение мест массового скопления людей было нежелательным ввиду пандемии коронавируса, однако Хё Ри в компании Юны из Girls’ Generation посетили караоке-бар, при этом защитных масок у них не было даже несмотря на то, что они находились в помещении только вдвоём. В тот вечер они также вели прямой эфир в Instagram, из-за чего столкнулись с осуждением со стороны общественности. На следующий день, 2 июля, обе исполнительницы извинились за данный инцидент.

## Дискография

### Студийные альбомы
- Stylish…E (2003)
- Dark Angel (2006)
- It’s Hyorish (2008)
- H-Logic (2010)
- Monochrome (2013)
- Black (2017)

## Фильмография
| Год  |   | Русское название               | Оригинальное название | Роль                       |
| ---- | - | ------------------------------ | --------------------- | -------------------------- |
| 2002 | ф | Акт о критическом положении 19 | Emergency Act 19      | В роли самой себя          |
| 2012 | ф | Королева танца                 | Dancing Queen         | Судья на шоу «Суперстар К» |
| 2018 | ф | Шпион пошёл на север           | The Spy Gone North    | В роли самой себя          |

## Видеоигры
| Год  | Игра                     | Примечание                               |
| ---- | ------------------------ | ---------------------------------------- |
| 2000 | Tony Hawk's Pro Skater 2 | В роли самой себя для версии Южной Кореи |